# Carcelia distincta
Carcelia distincta là một loài ruồi trong họ Tachinidae.